# Ladykiller in a Bind
Ladykiller in a Bind — компьютерная игра в жанре эротической визуальной новеллы, разработанная и изданная канадской студией Love Conquers All Games состоящей из одного человека, Кристин Лав, которая выступила сценаристом и программистом.

## Игровой процесс
Ladykiller in a Bind — видеоигра в жанре эротической визуальной новеллы на движке Ren’Py. Игроку предстоит выбирать различные диалоги, тем самым развивая сюжет.
В некоторых сценах демонстрируются сцены секса и наготы. Тем не менее в игре имеется возможность пропустить данные сцены. В январе 2017 Кристин Лав выпустила патч, который исправляет сцену, которая стала спорной среди игрового сообщества. В ней происходит сцена изнасилования мужчины, без его согласия.

## Сюжет
18 летней девушке необходимо пережить недельный круиз и вернуть свой мотоцикл. Но для этого придется завести дружбу и более близкие отношения.

## Разработка
Ladykiller in a Bind изначально распространялась с помощью сервиса Humble Bundle и была недоступна в Steam из за политики против «слишком обильного» сексуального контента в игре. Массовая кампания, организованная игроками, пыталась привлечь внимание Valve к тому, что они ранее уже выпустили в Steam игру про пенисы: Genital Jousting. В январе 2017 игра была выпущена в Steam, благодаря тому, что Кристин Лав удалось связаться с сотрудником Valve и объяснить о чем игра и что вообще в ней происходит.

## Отзывы критиков
| Сводный рейтинг    | Сводный рейтинг |
| Агрегатор          | Оценка          |
| ------------------ | --------------- |
| Metacritic         | 73/100          |
| OpenCritic         | 73/100          |
| Иноязычные издания |                 |
| Издание            | Оценка          |
| Hardcore Gamer     | 4/5             |
| PC Gamer (UK)      | 78/100          |
| Polygon            | 7/10            |
| VideoGamer         | 6/10            |

Игра получила смешанные отзывы, согласно агрегатору рецензий Metacritic.
Кейт Грей с сайта PC Gamer назвала игру «вдумчивым шагом к лучшим секс-играм».
Критик Аллегра Франк с сайта Polygon отметил что игра «завораживает и возбуждает» но не «удовлетворяет» поставив игре 7 баллов из 10 на всех платформах.
Кейт Грей из Rock, Paper, Shotgun отметила сцену изнасилования, которую «лучше бы вообще не добавляли», несмотря на то, что в игре имеется дисклеймер и возможность пропустить сцену.
Джесс Джохо из Screenrant в конце своего обзора назвал игру «национальным гимном для шлюх по всему миру».

### Награды
В 2017 году игра получила награду Excellence in Narrative Award на фестивале независимых игр.